# 新荘村
新荘村（しんじょうむら）は、高知県高岡郡にあった村。現在の須崎市の南西端、新荘川の河口域にあたる。

## 地理
- 山岳：角谷山、水谷山
- 河川：新荘川

## 歴史
- 1889年（明治22年）4月1日 - 町村制の施行により、下分村・下郷村・安和村の区域をもって発足。
- 1941年（昭和16年）1月1日 - 須崎町に編入。同日新荘村廃止。

## 交通

### 鉄道路線
- 日本国有鉄道
  - 土讃線
    - 土佐新荘駅 - 安和駅